# Bioritmus

Bioritmus-diagram a születés utáni első 66 napban:

A bioritmus-elmélet az az áltudományos elképzelés, miszerint mindennapi életünket jelentősen befolyásolják a ritmikus ciklusok pontosan 23, 28 és 33 napos periódusokkal, amely jellemzően 23 napos fizikai ciklus, 28 napos érzelmi ciklus és egy 33 napos intellektuális ciklus. Az elméletet Wilhelm Fliess dolgozta ki a 19. század végén, és az 1970-es évek végén népszerűsítették az Egyesült Államokban. Az elméletet független teszteknek vetették alá, azonban tudományosan nem sikerült igazolni.
A Nap és a Hold mozgásának periodicitásai által az élő szervezetekre gyakorolt tényleges hatásokat a kronobiológia tudománya, a biológia egy speciális ága vizsgálja.

## A bioritmus-elmélet szerinti ciklusok
- Fizikai ciklus
  - 23 nap; Circavigintan
  - koordináció
  - erő
  - jólét
- Érzelmi ciklus
  - 28 nap; Circatrigintan
  - kreativitás
  - érzékenység
  - hangulat
  - észlelés
  - tudatosság
- Intellektuális ciklus
  - 33 nap; Circatrigintan
  - éberség
  - analitikus működés
  - logikai elemzés
  - emlék vagy visszaemlékezés
  - kommunikáció

A bioritmus-diagram, egy személy születési időpontjától kezdődően.

A bioritmus-elmélet szerint az ember életét olyan ritmikus biológiai ciklusok befolyásolják, amelyek különböző területeken, például szellemi, fizikai és érzelmi tevékenységeinkben befolyásolják képességeinket. Ezek a ciklusok születéskor kezdődnek, és szinuszhullámként egyenletesen oszcillálnak  egész életünkön át, amely matematikai modellekkel előre jelezhető. Az elmélet arra az elképzelésre épül, hogy a szervezeten belüli biofeedback kémiai és hormonális szekréciós funkciók idővel szinuszos viselkedést mutathatnak.
A legtöbb bioritmus-modell három ciklust alkalmaz: egy 23 napos fizikai ciklust, egy 28 napos érzelmi ciklust és egy 33 napos intellektuális ciklust. Bár a 28 napos ciklus ugyanolyan hosszú, mint egy átlagos nő menstruációs ciklusa, és eredetileg „női” ciklusként írták le (lásd alább), a kettő nincs szükségszerűen szinkronban. Ezen ciklusok mindegyike szinuszosan változik a magas és alacsony határértékek között. Azokat a napokat, amikor a ciklus átlépi a nulla tengelyt, „kritikus napoknak” nevezik, ahol nagyobb a kockázat vagy a bizonytalanság az adott életterületen.
A +100% (maximum) és -100% (minimum) közötti értékek azt jelzik, hogy az egyes ciklusokban pontosan milyen értéket vesz fel az adott bioritmus-terület egy adott napon. A 0%-os érték esetében úgy gondolják, hogy az adott bioritmus-terület nincs valódi hatással az életére, míg a +100%-os ritmus (a ciklus csúcsán) előnyt jelent ezen az adott (fizikai, érzelmi vagy intellektuális) területen. A -100%-os ritmus (a ciklus alsó határértékén) nehézségeket okoz az az adott életterületen. Nincs különösebb jelentősége azoknak a napoknak, amelyeken valamennyi bioritmusod magas vagy alacsony, kivéve azokat a nyilvánvaló előnyöket vagy akadályokat, amelyekről ezek a ritka szélsőségek vélhetően hatással vannak az életedre.
A három gyakran ismertetett cikluson kívül számos más ciklust is megalkottak, amelyek az említett három bioritmus-terület lineáris kombinációján, vagy hosszabb-rövidebb ritmusokon alapulnak.

## A számítás alapja
A közzétett elméletek a ciklusok egyenleteit a következőképpen állítják fel:
- fizikai: {\displaystyle \sin(2\pi t/23)} ,
- érzelmi: {\displaystyle \sin(2\pi t/28)} ,
- intellektuális (szellemi): {\displaystyle \sin(2\pi t/33)} ,

ahol {\displaystyle t} a születés óta eltelt napok számát jelzi. Az alapvető aritmetika azt mutatja, hogy az egyszerűbb 23 és 28 napos ciklusok kombinációja 644 naponként ismétlődik (vagy 1  év), míg a 23, 28 és 33 napos ciklusok hármas kombinációja 21 252 naponként (vagy 58,18 év felett) ismétlődik.

## Történet

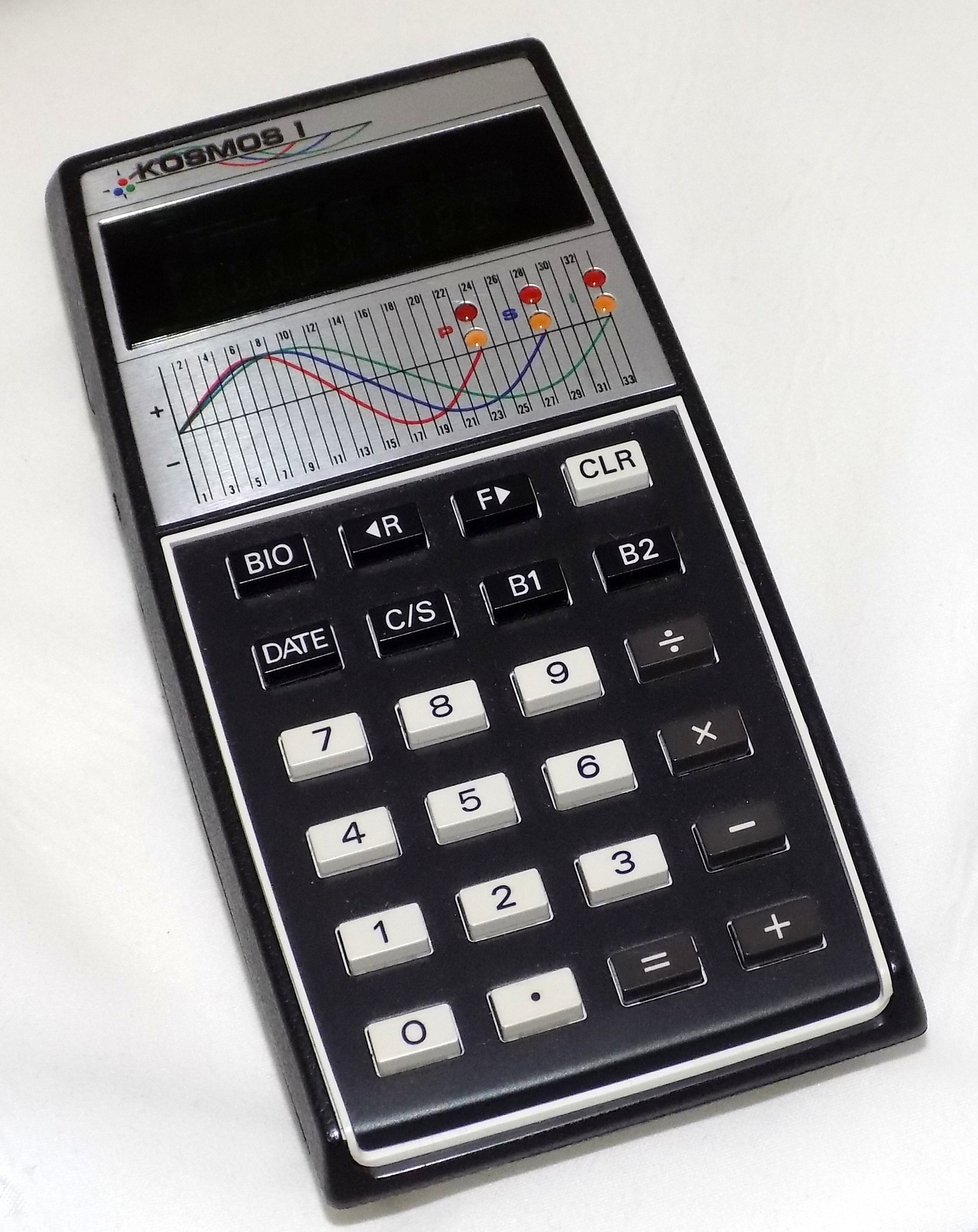
Kosmos 1

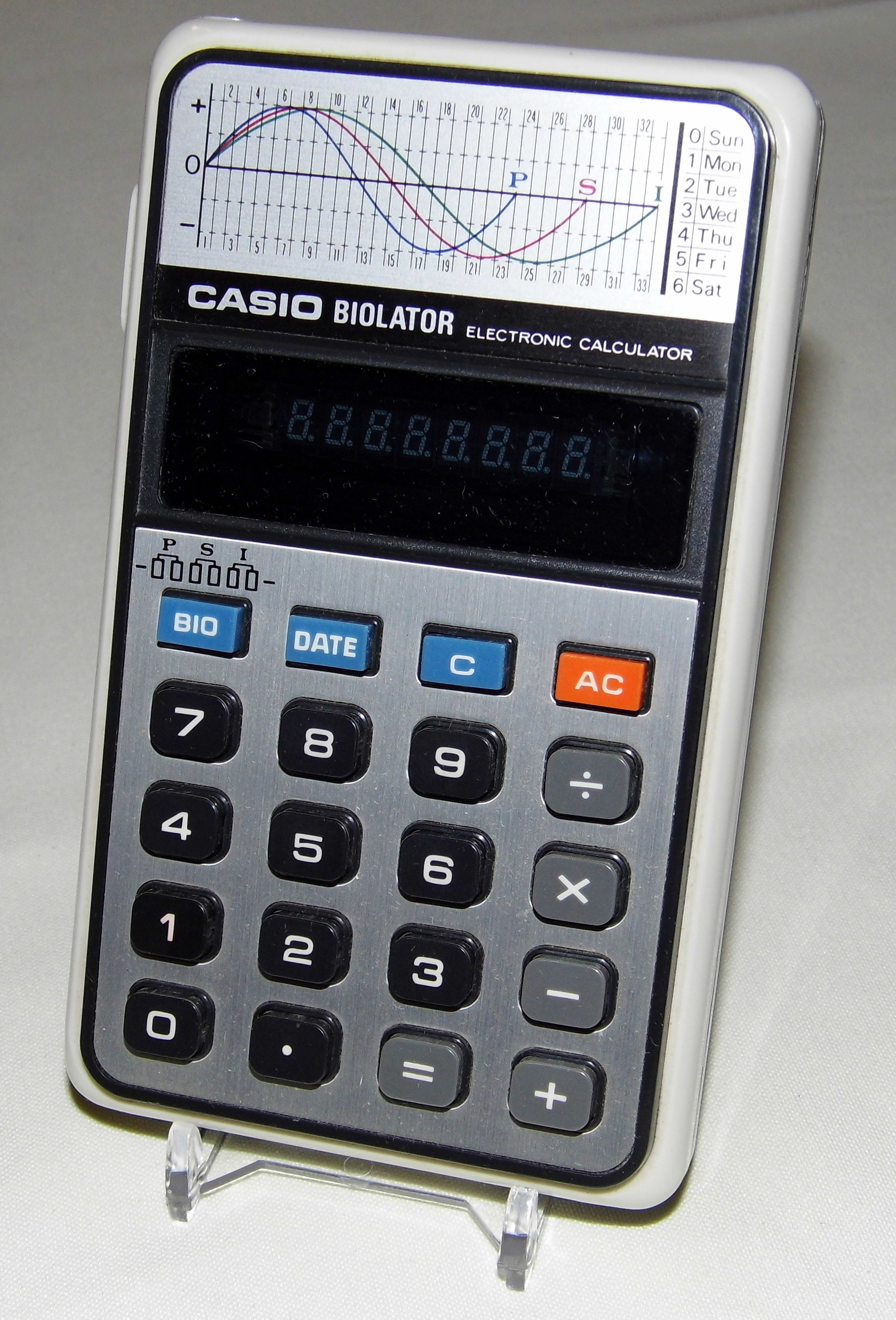
Casio Biolator

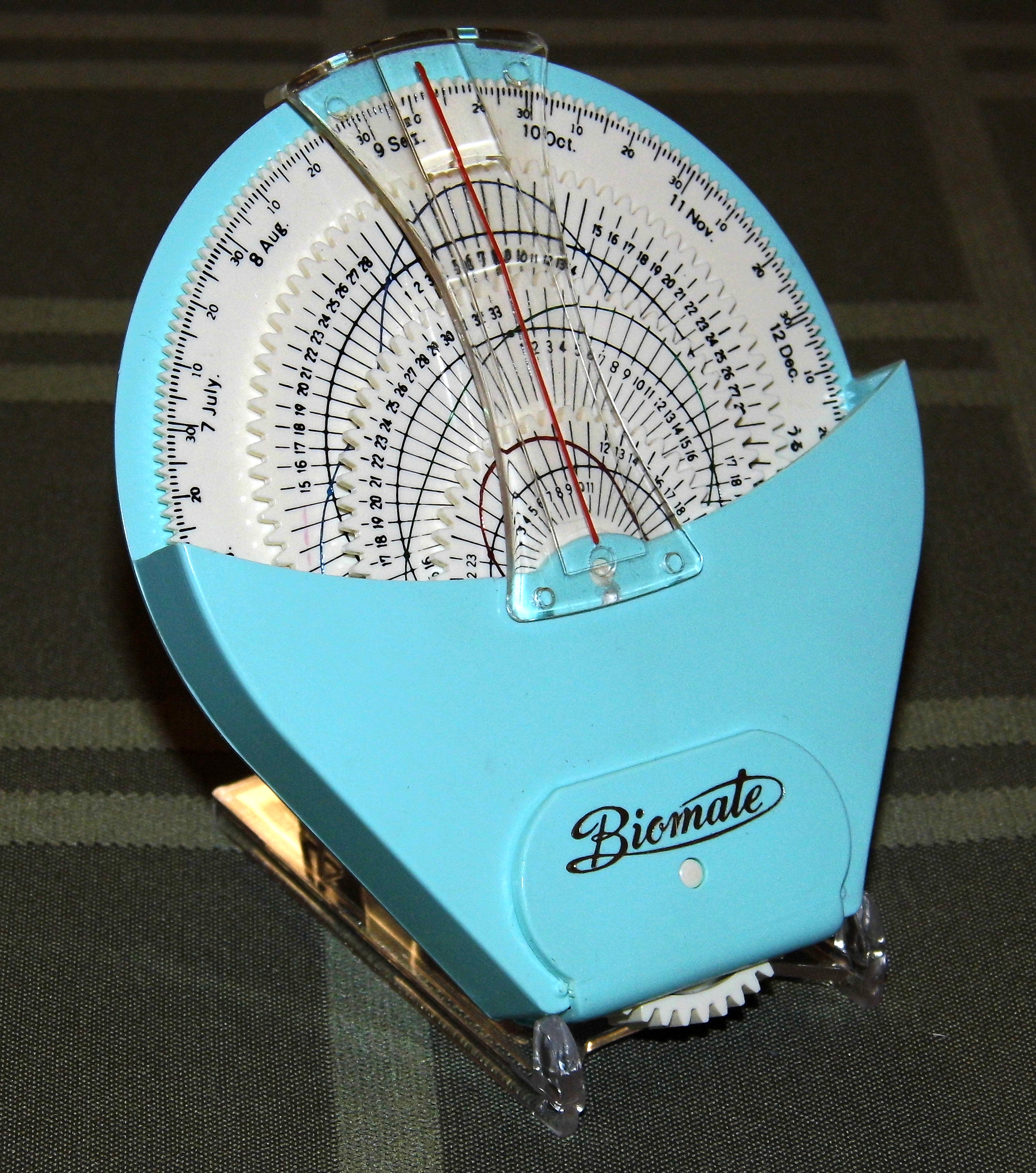
Japán Biomate bioritmuskalkulátor

A bioritmusok által használt 23 és 28 napos ritmusokat először a 19. század végén Wilhelm Fliess, egy berlini orvos és Sigmund Freud barátja dolgozta ki. Fliess úgy vélte, hogy 23 és 28 napos időközönként szabályszerűségeket figyelt meg számos jelenségben, beleértve a születéseket és a halálozásokat is. A 23 napos ritmust "férfi"-nek, a 28 napos ritmust pedig "nőnek" nevezte, ami megfelel a menstruációs ciklusnak.
1904-ben Hermann Swoboda bécsi pszichológiaprofesszor is hasonló következtetésekre jutott. Alfred Teltscher, az Innsbrucki Egyetem mérnökprofesszora továbbfejlesztette Swoboda munkáját, és azt állította, hogy tanítványai jó és rossz napjai ritmikus mintát követnek; úgy vélte, hogy az agy befogadóképessége, szellemi képessége és ébersége 33 napos ciklusokban fut. A bioritmusok egyik első tudományos kutatója az észt származású Nikolai Pärna volt, aki 1923-ban jelentetett meg németül könyvet Ritmus, élet és teremtés címmel.
A bioritmusokkal való konzultáció gyakorlatát az 1970-es években Bernard Gittelson könyvsorozata tette népszerűvé, többek között a Biorhythm – A Personal Science, a Biorhythm Charts of the Famous and Infamous és a Biorhythm Sports Forecasting című könyvek révén. Gittelson cége, a Biorhythm Computers, Inc. személyes bioritmustérképek és -számológépek értékesítésével foglalkozott, de a sportesemények előrejelzésére vonatkozó képességét nem igazolták.
Az 1970-es években népszerű volt az Egyesült Államokban a személyes használatra szánt bioritmusok megalkotása. Sok helyen (pl. videótermekben és szórakozóhelyeken) volt "bioritmusgép", amely grafikonokat adott ki a születési dátum megadásakor. A bioritmusprogramok gyakori alkalmazás volt a személyi számítógépeken ; az 1970-es évek végén pedig kézi bioritmus-kalkulátorok is megjelentek a piacon, mint pl. a Kosmos 1 és a Casio Biolator.

## Kritikák
Körülbelül háromtucatnyi tanulmány jelent meg a bioritmus-elméletről, de Terence Hines tanulmánya szerint ezek mindegyike vagy azt a nullhipotézist támasztotta alá, hogy az emberi tapasztalatok és a feltételezett bioritmusok között nincs összefüggés a véletlenekkel magyarázhatónál, vagy, azokban az esetekben, amikor a szerzők azt állították, hogy bizonyítékokkal rendelkeznek a bioritmus-elméletre, módszertani és statisztikai hibák érvénytelenítették következtetéseiket. Hines ezért arra a következtetésre jutott, hogy az elmélet nem érvényes.
A támogatók a megerősítő tudományos bizonyítékok hiánya ellenére továbbra is védelmezték az elméletet, ami azzal a váddal járt, hogy a bioritmus-elmélet egyfajta áltudománnyá vált, mivel hívei elutasították az empirikus tesztelést:

„Néhány 134 bioritmus-vizsgálat vizsgálata azt mutatta, hogy az elmélet nem érvényes (Hines, 1998). Empirikusan tesztelhető, és bebizonyosodott, hogy hamis. Terence Hines szerint ez a tény azt jelenti, hogy a bioritmuselmélet "nem nevezhető megfelelően áltudományos elméletnek". Ha azonban egy empirikusan tesztelhető elmélet hívei nem hajlandók feladni az elméletet az ellene szóló elsöprő bizonyítékok ellenére sem, akkor ésszerűnek tűnik az elméletet áltudományosnak nevezni. Az ilyen elmélet hívei ugyanis magatartásukkal kijelentették, hogy nincs semmi, ami megcáfolhatná az elméletet, mégis továbbra is azt állítják, hogy az elmélet tudományos. (Carroll The Skeptic's Dictionary című művéből): 175 
(Carroll The Skeptic's Dictionary):175”

Gordon Stein fiziológus az Encyclopedia of Hoaxes (1993) című könyvében ezt írta: 
A bioritmus-elmélet elméleti megalapozása és gyakorlati tudományos igazolása egyaránt hiányzik. Ezek nélkül a bioritmusok csak újabb áltudományos állításokká váltak, amelyeket az emberek hajlandóak elfogadni szükséges bizonyítékok nélkül. Azok, akik bioritmus-kalkulátorokat és könyveket tologatnak a hiszékeny közönségnek, vétkesek a hamis állításokban. A nyilvánosság átverői, ha tudják, hogy mondandójuknak nincs tényszerű alapja.
Az ipari balesetek előfordulását vizsgáló 1978-as tanulmány sem empirikus, sem elméleti alátámasztást nem talált a bioritmus-modellnek.
Underwood Dudley Numerology: Or What Pythagoras Wrought című könyvében példát ad arra a helyzetre, amikor egy bűvész átadja egy nőnek a bioritmus-táblázatát, amely állítólag életének következő két évét tartalmazza. A nők levelet küldtek a bűvésznek, amelyben leírták, milyen pontos a diagram. A bűvész szándékosan teljesen egyforma bioritmus-táblázatot küldött mindenkinek. Miután elmagyarázta, hogy véletlenül rossz diagramot küldött nekik, egy újabbat küldött, amely nem az adott egyén születési adatai alapján készült. A címzettek mégis azt mondták, hogy ez az új grafikon még pontosabb, mint az előző. A homályos vagy pontatlan prognózisba vetett szándékos hiszékeny hit motivált érvelésből ered, amelyet a megerősítési torzítás téves elfogadása, a post hoc racionalizálás és a szuggesztibilitás támaszt alá.
Wilhelm Fliess "gyakorlatilag mindenre rá tudta kényszeríteni a számmintázatait", és igyekezett meggyőzni másokat arról, hogy férfiakban és nőkben 23 és 28 naponként fordulnak elő ezek a ciklusok. Matematikailag Fliess egyenlete, n = 23x +28y korlátlan, mivel végtelen sok megoldás létezik x-re és y-re, ami azt jelenti, hogy Fliess és Sigmund Freud (akik az 1890-es évek elején alkalmazták ezt az elképzelést) bármit megjósolhatnak a kombinációval, amit akartak.
A különféle bioritmus-javaslatok szkeptikus értékelései számos kritikához vezettek, amelyek az 1970-es és 1980-as években publikálták a témát. A bioritmus-pártolók, akik tiltakoztak az kritikákkal szemben, azt állították, hogy mivel a cirkadián ritmusokat sok élőlény alvási ciklusában igazolták, a bioritmusok feltehetőleg ugyanolyan valószínűek. A bioritmusokkal ellentétben azonban, amelyekről azt állítják, hogy pontos és változatlan időszakokkal rendelkeznek, a cirkadián ritmusokat magának a ciklusnak a megfigyelésével találják meg, és az időszakok hossza biológiai és környezeti tényezők alapján változik. Feltételezve, hogy ezek a tényezők relevánsak a bioritmusok szempontjából, kaotikus cikluskombinációkat eredményeznének, amelyek eltávolítanak minden "prediktív" jellemzőt.

### További vizsgálatok
Számos kontrollált, kísérleti tanulmány sem talált összefüggést a 23, 28 és 33 napos ciklusok és a tanulmányi teljesítmény között. Ezek a tanulmányok a következőket tartalmazzák:

#### James (1984)
James azt feltételezte, hogy ha a bioritmusok a tudományban gyökereznek, akkor minden javasolt bioritmusciklus hozzájárulna a feladat végrehajtásához. Továbbá azt jósolta, hogy a bioritmus-ciklusok mindegyik típusa (azaz intellektuális, fizikai és érzelmi) a leginkább befolyásolja a megfelelő ciklustípushoz kapcsolódó feladatokat. Például azt feltételezte, hogy az intellektuális bioritmus-ciklusok lennének a legnagyobb hatással az akadémiai tesztelési teljesítményre. Hipotéziseinek tesztelése érdekében James 368 résztvevőt figyelt meg, és feljegyezte teljesítményüket az intellektuális, fizikai és érzelmi működéshez kapcsolódó feladatokban. Kísérleti kutatásaiból gyűjtött adatok alapján James arra a következtetésre jutott, hogy nincs összefüggés az alanyok bioritmikus állapota (a három ciklustípus egyikében) és a kapcsolódó gyakorlati teszteken elért teljesítménye között.

#### Peveto (1980)
Peveto megvizsgálta a bioritmusok és a tanulmányi teljesítmény közötti  kapcsolatot, különösen az olvasási képesség szempontjából. Az összegyűjtött adatok vizsgálata során Peveto arra a következtetésre jutott, hogy a tanulók tanulmányi teljesítményében, az olvasás tekintetében, sem a fizikai és érzelmi bioritmusciklus, sem az intellektuális magas, alacsony vagy kritikus pozícióiban nincs jelentős különbség. Ennek eredményeként arra a következtetésre jutottak, hogy a bioritmus-ciklusoknak nincs hatása a tanulók tanulmányi teljesítményére, amikor a tanulmányi teljesítményt olvasási képesség segítségével mérték.

## Fordítás
Ez a szócikk részben vagy egészben  a   Biorhythm (pseudoscience) című angol Wikipédia-szócikk ezen változatának fordításán alapul.  Az eredeti cikk szerkesztőit annak laptörténete sorolja fel. Ez a jelzés csupán a megfogalmazás eredetét és a szerzői jogokat jelzi, nem szolgál a cikkben szereplő információk forrásmegjelöléseként.

## Kapcsolódó szócikk
- Cirkadián ritmus